# Jarra West
Jarra West är ett distrikt i Gambia. Det ligger i regionen Lower River, i den centrala delen av landet, 110 km öster om huvudstaden Banjul. Antalet invånare var 26 214 vid folkräkningen 2013. De största orterna då var Soma, Pakalinding, Sankuwia, Karantaba, Jenoi, Toniataba och Si Kunda.